# Eudorylas megasurstylus
Eudorylas megasurstylus är en tvåvingeart som beskrevs av José Albertino Rafael 1991. Eudorylas megasurstylus ingår i släktet Eudorylas och familjen ögonflugor. Inga underarter finns listade i Catalogue of Life.